# Saul Perlmutter
Saul Perlmutter, ameriški astrofizik, * 22. september 1959, Champaign-Urbana, Illinois, ZDA.
Perlmutter je zaposlen v Lawrenceovem narodnem laboratoriju v Berkeleyju (LBNL) in je profesor fizike na Univerzi Kalifornije v Berkeleyju. Leta 2006 je skupaj z Adamom Guyem Riessom in Brianom P. Schmidtom prejel Shawovo nagrado za astronomijo, leta 2011 pa si je z njima delil Nobelovo nagarado za fiziko za odkritje pospešenega širjenja Vesolja z opazovanji oddaljenih supernov vrste Ia v letu 1998.